# Biskupska palača u Dubrovniku
Biskupska palača u Dubrovniku (prvotno Palača Sorkočević) smještena je u jugoistočnom dijelu grada, u četvrti Pustijerni, nasuprot katedrale Uznesenja Blažene Djevice Marije na nebo.

### Povijest i arhitektura
Izgrađena početkom 16. stoljeća kao stambeni objekt obitelji Sorkočević, palača je kasnije proširivana i preoblikovana. Nakon Velike trešnje 1667.godine, u kojoj je palača oštećena, ali nije srušena, tada mladi dubrovački vlastelin Luko Junijev Sorkočević staru palaču obnavlja i proširuje. Luko je bio djed dubrovačkog skladatelja Luke Sorkočevića. Za izgradnju i obnovu palače zaposlio je Tommasa Napolija koji je tada radio i na obnovi katedrale. Palača je tijekom te i kasnijih obnova poprimila današnji prepoznatljiv barokni izgled. U 19. stoljeću palača prelazi u vlasništvo Dubrovačke biskupije te je od tada služila kao službeno boravište biskupa. Objekt je četverokatnica površine oko 2000 m², s elementima srednjovjekovne, renesansne i barokne arhitekture. U unutrašnjosti se nalaze oslikani zidovi, tri drvena dekorativna tabulata (stropovi), knjižnica i kapelica sv. Bartola (kasnije sv. Kuzme i Damjana).

### Konzervatorsko‑restauratorski radovi
Nakon potresa 1979. palača je teško stradala i bila privremeno iseljena. Konzervatorska istraživanja započela su 1984. godine i završena 1993., uz prikupljanje građevinske dokumentacije i planova obnove tijekom 1990‑ih.  
Dokumentacija i idejni projekt za obnovu izrađeni su do 2000., nakon čega su započeli radovi od 2003. do 2013., uključujući sanaciju statike, krova, zidnih konzervacija te restauraciju stropova i knjižnice. Radovi na konzervaciji i prikupljanju materijalnih sredstava nastavljeni su i u razdoblju 2011.–2018., uključujući montažu stropova, knjižničnog namještaja i zidnih slika.

### Suvremena funkcija
Danas palača služi kao sjedište Dubrovačke biskupije, prostor za kulturna događanja i povremene muzejske postave. Tijekom obnove, dio objekta predviđen je za lapidarij te kulturna događanja u obnovljenim ambijentima.

### Značaj
Biskupska palača dio je Zaštićene gradske jezgre Dubrovnika (UNESCO), prepoznata kao slojeviti arhitektonski spomenik višestoljetnog razvoja grada i njegove kulturne baštine.

## Vanjske poveznice
- Biskupska palača – Zavod za obnovu Dubrovnika